# Okrouhlá (Moravia meridionale)
Okrouhlá (in tedesco Okrauchla) è un comune della Repubblica Ceca facente parte del distretto di Blansko, in Moravia Meridionale.